# 100만개의 눈을 가진 괴물
《100만개의 눈을 가진 괴물》(The Beast With A Million Eyes)는 미국에서 제작된 로저 코먼 감독의 1955년 공포, SF 영화이다. 폴 버치 등이 주연으로 출연하였고 사무엘 Z. 아코프 등이 제작에 참여하였다.

## 출연

### 주연
- 폴 버치
- 로나 다이어

### 조연
- 도너 콜
- 딕 사젠트
- 레너드 타버
- 브루스 휘트모어
- 체스터 콘클린

## 기타
- Ass-PD: 찰스 한나월트